# Passade (film, 2017)
Pour l’article homonyme, voir Passade.
Pour plus de détails, voir Fiche technique et Distribution.
Passade est un film français réalisé par Gorune Aprikian, sorti en 2017.

## Fiche technique
- Titre : Passade
- Titre anglais : Just a Fling
- Réalisation : Gorune Aprikian
- Scénario : Gorune Aprikian
- Photographie : Pascale Marin
- Décors : Erwan Le Floch
- Musique : Emmanuel d'Orlando
- Son : Philippe Grivel
- Montage : Annick Raoul
- Production : Marie-Claude Arbaudie
- Société de Production : Araprod
- Producteur Exécutif : Marc Irmer
- Tournage : Studios d'Épinay ( TSF)
- Durée : 86 minutes
- Format : 2:39
- Date de Sortie : 9 août 2017[2]

## Distribution
- Fanny Valette : Vanessa / Alex
- Amaury de Crayencour : Paul

## Autour du film
Passade a été tourné en janvier 2016, en studio et aux abords du canal Saint-Martin de Paris. Peu avant, les producteurs ont eu la surprise d'apprendre que le canal allait être mis à sec et nettoyé. Cette opération a lieu tous les quinze ans. Gorune Aprikian a alors réécrit le scénario pour intégrer cet événement comme partie intégrante de l'histoire.

## Distinctions
- Festival du Film Romantique de Cabourg 2017 : sélection officielle[3]
- Southern States indie Film Festival Mississippi 2017 : Meilleur réalisateur[4]
- Miami Independent Film Festival 2017 : Meilleur film[4]
- Mediterranean Film Festival of Syracuse 2017-2018 : Meilleur long métrage[5]
- Jaipur International Film Festival  2018 : Meilleur film - Golden Camel[4]
- Soho International Film Festival ( New York) 2018 : Meilleur film étranger, Meilleures actrice (Fanny Valette)[4]
- Love International Film Festival ( Beverley Hills ) 2018 : Meilleur réalisateur ( Gorune Aprikian)
- Malta Film festival 2018 : Meilleur film[6]

## Box office
Le film a été un énorme échec commercial puisqu'il n'a rassemblé que 5019 spectateurs payants au terme de son exploitation en salles le 6 septembre 2017.